# 히가 고헤이
히가 고헤이(일본어: 比嘉 厚平, 1990년 4월 30일 ~ )는 일본의 전 축구 선수이다.

## 구단 경력
과거 가시와 레이솔, 블라우블리츠 아키타, 몬테디오 야마가타에서 활동하였다.